# Bolitoglossa qeqom
Bolitoglossa qeqom es una especie de salamandra de la familia Plethodontidae. Es endémica de Guatemala; se ha reportado únicamente en los bosques nublados de la Alta Verapaz, a una altitud de 1946 m s. n. m.